# マーリク学派

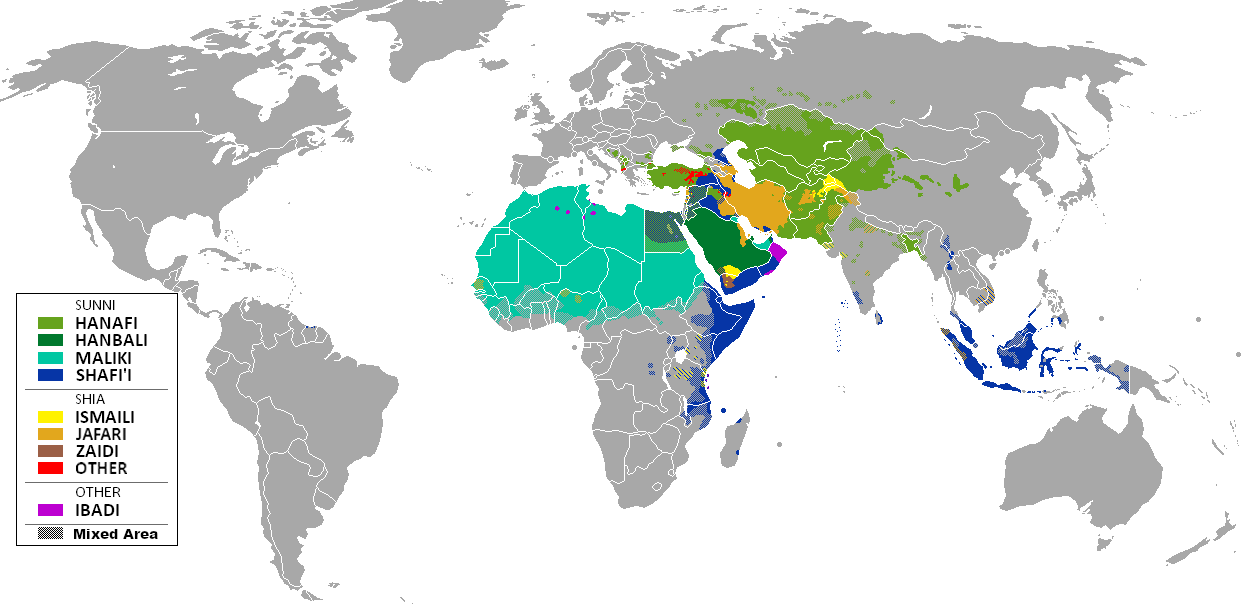
世界のムスリム分布図。マーリク法学派は北アフリカで優勢なスンナ派の一法学派である。

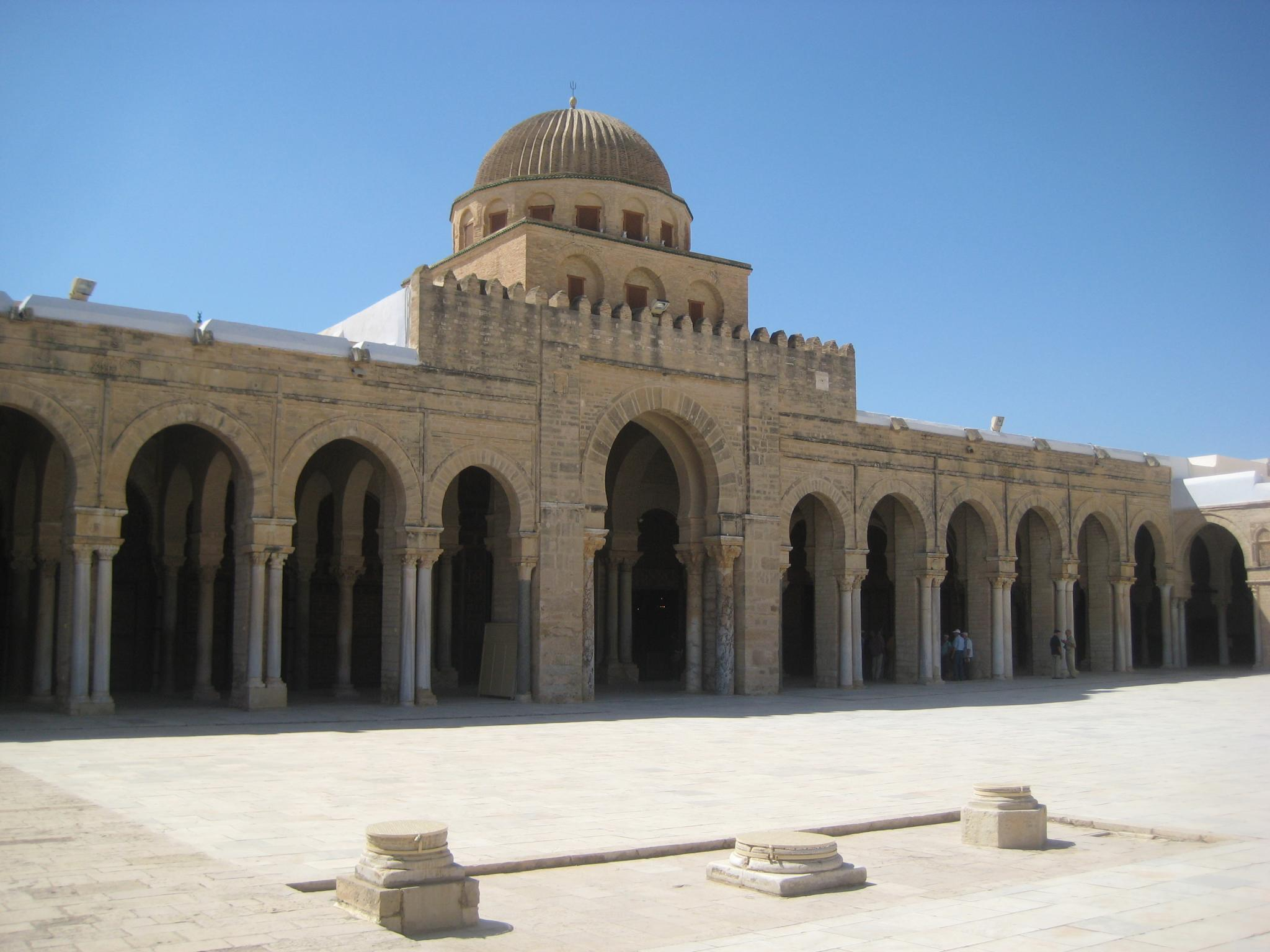
ケルアンの大モスク(ウクバのモスクとも呼ばれる)は9世紀よりマーリク法学派の最も重要な中心地の一つとして名声を得ている。ケルアンの大モスクはチュニジアのケルアンに存在する。

マーリク学派(まーりく がくは アラビア語: المذهب المالكي al-Madhhab al-Mālikī, المالكية al-Mālikīya)はスンナ派におけるイスラーム法学の学派(マズハブ)の一つ。マーリキ法学派とも表記される。4大法学派のうちで二番目に大きく、ムスリム全体のおよそ25％がこの法学派に属し、北アフリカ、西アフリカ、アラブ首長国連邦、クウェート、サウジアラビアの一部で有力である。かつてはイスラーム支配下のヨーロッパ、特に北アフリカ（マグリブ）一帯からアンダルスの主な政権で有力な法学派として発展し、シチリア首長国 en:en:Emirate of Sicily （831年 - 1072年）でも有力であった。

## “光の街” マディーナ法学派としての基礎
マーリク法学派は8世紀に活躍し当時マディーナにおける法学の権威であったマーリク・イブン・アナスを名祖としており、マーリクの死後その弟子たちがイスラーム世界各地にその学説を広めた事で発展した。マーリクの著作、特にハディース集成書『ムワッタア』（ الموطّأ al-Muwaṭṭa' ）と『ムダッワナ』（ المدوّنة الكبرى al-Mudawwana al-Kubrá）を法的見解の源泉としている。『ムワッタア』は真正なものとされブハーリーのハディース集成書『真性集』（サヒーフ・アル＝ブハーリー）に収録されているハディースにマーリクの注釈をつけた選集である。「ムワッタア」とはもともとハディース集の様式のひとつで、法学的なテーマ別に預言者ムハンマド由来のハディース、およびムハンマドと同時代を共有した最初の世代のムスリムである教友たち（サハーバ）の言行などを配列した物を言った。スンナ派法学でのムワッタア形式のハディース集は特にマーリクのものが最も流布し権威あるものと認められて来たため、単に『ムワッタア』と言えば通例このマーリクの『ムワッタア』を指すまでに至っている。マーリクの『ムワッタア』ではマディーナの人々による「アマル（ عَمل `amal「行為」の意）」の実践を扱っており、ハディースに記載された様々な形での「アマル」を行うことを認めている。初期の法学では、悪しき行為（アマル）によって信仰は消失するか、また、人間の行為の主体は神であるかあるいは人間であるのか、という行為の主体性や救済などを巡る問題が議論され、マーリクもその議論に見解を述べている。その理由は、マーリク(と後に彼の名を冠した学派)がマディーナ(の最初の三つの世代)の「アマル」をハディースが真正と認められる一方で孤立しているよりもむしろ「生きている」「スンナ(慣行)」であるとみなしたからである。
マーリク法学派の第二の主要な源泉である『ムダッワナ』は、マーリクの長年にわたる弟子であったイブン・カースィムとその弟子でムジュタヒドのサフヌーン・タヌーヒーの二人による共作である。この『ムダッワナ』にはイブン・カースィムとマーリクの勉強会の記録とサフヌーンが提起した法に関わる問題に対する解答が収録された。また、本書で、イブン・カースィムはマーリクの著述を引用しているが、彼がマーリクから学んだ原理に基づいて自分で行った法に関する推論は含まれていない。以上の二冊の書物は、つまり『ムワッタ』と『ムダッワナ』は、マーリクの他の傑出した弟子たちの主著とともに、後期マーリク学派を形成したムフタサル・ハリールへの道を見出した。
マーリク法学派がほかの三学派と著しく異なる点はマーリク学派が法の制定の際に使用する根拠である。四大学派はいずれもクルアーンを第一の法源とするが、それに次ぐものとしてはハディースとして伝わっているムハンマドのスンナがある。マーリク学派では、「スンナ」にはハディースに収録されているものだけではなく、四正統カリフ、特にウマルの制定した法、イジュマー(ウラマーたちの総意)、キヤース(類推)、ウルフ(既に確立されているイスラームの法と直接には矛盾しない地方の風習)といったものも含まれる。さらに、マーリク法学派はサラフ、つまりごく初期にイスラームに改宗したマディーナの人々、の慣習を法源として信頼していた(サハーバ、タービウーン、そしてより古い継承者、つまり真正のハディースに記載された世代のうち最良の者からなる)。これは何故かと言うと、こういった慣習の集まりは「サラフ」のウラマーに由来する法とともに、ムタワーティルだと考えられる、つまり多くの人々に知られ、実践されてきっとスンナの一部であると考えられるからである。言い換えれば、マディーナに住んでいた最初の三世代のムスリム、つまりサラフ、善良なる先達たち、の慣習はムハンマドによって用意された「生きたスンナ」の規範的慣習を形成する。
法源として信頼できるか論争のあるハディースに頼らなければいけない時に、マーリク法学派のウラマーはマディーナの住民に由来するハディースを選ぶ、つまりマディーナの住民が伝えた伝承を信用する。まとめると、マーリク学派ではマディーナのサラフの「生きたスンナ」によってこそ伝承されたハディースが実証されるのであって、他のものによってではない。この点がマーリク法学派をシャーフィィー学派・ハンバル学派・ハナフィー学派から区別する最も明確なものであろう。
マーリク法学派によれば、この法源は時にはハディースに優先する。何故ならば、マディーナの人々の慣習は、ムハンマドが移住してきて、住んで、死んだ頃と同様に、そしてムハンマドのともがらが生涯を過ごし死んだ頃と同じだけ「生きたスンナ」と考えられているからである。結果として、他の法学派におけるよりもサヒーフ・ハディースにより限られた信頼性しかないようであるのに実際には行われている慣習に関係するハディースを重視するようになる。
マーリクは人々に対して主張する際には特に厳密に法源の信頼性を証明したが、「ムワッタ」、認められたものという題名の彼の比較的文量の少ないハディース選集は高い権威をもって扱われた。マーリクは以下のように題名を説明したとされる: 「私はメディナの70人の法学者に私のハディース集を見せたが、全員が私にハディース集の正しさを認めてくれた。だから私はこの本に『認められたもの（ムワッタ）』と名付けたのである。」

## 他の法学派との祈りに関する主な違い

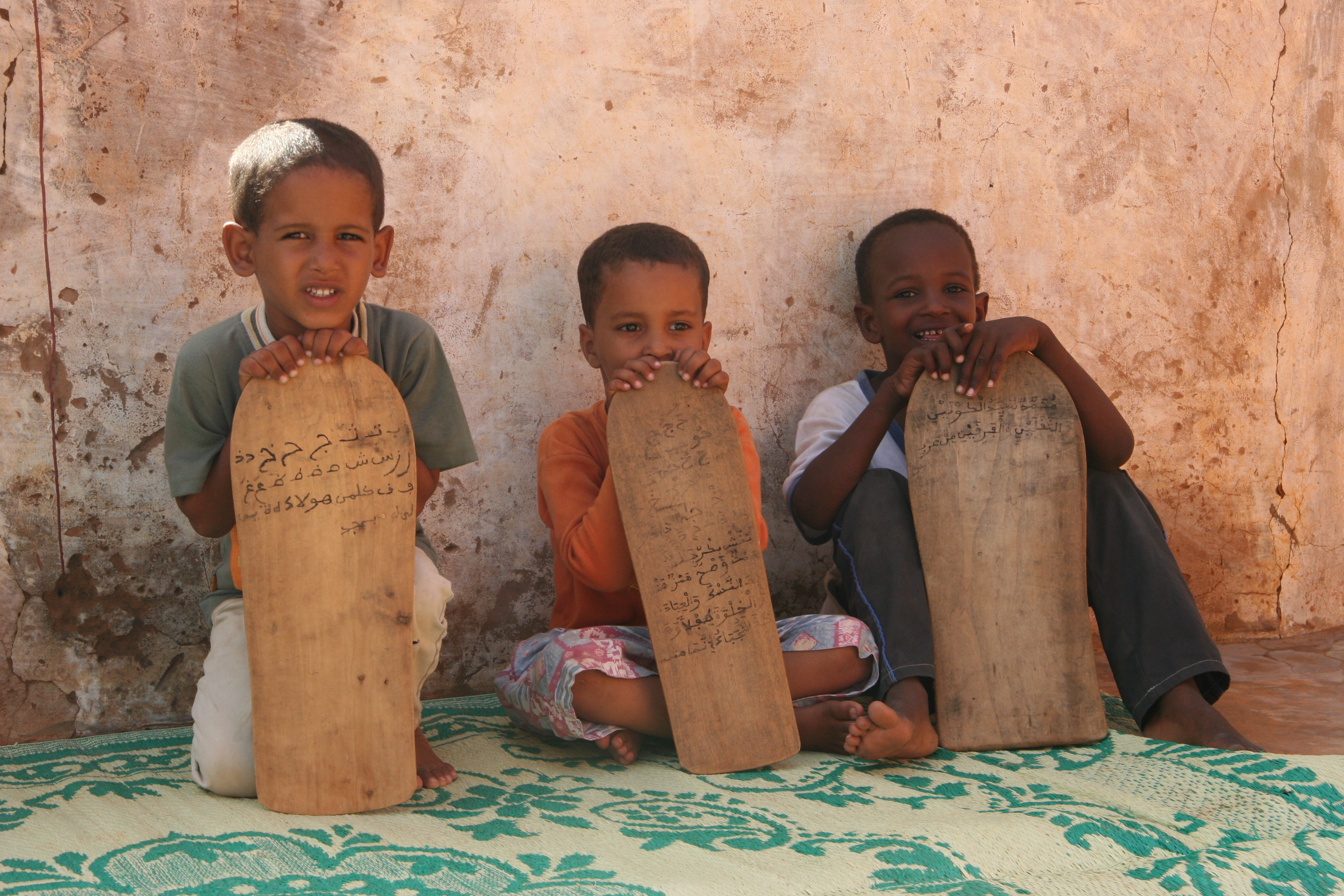
モーリタニアの学童

マーリク法学派で好まれるサラー、つまり祈りの方法は他と少し違う。
- キヤーム (祈りにおける直立姿勢) - 支配的な(「マシュフール」)姿勢は手をぶらぶらさせて祈りを行うというものである。イマーム・マーリクが鞭打ちを受けて腕を脱臼していたからこのように祈りをささげたと誤って言及されてきた[3]。しかし本当のところは、『ムワッタ』に収録された、右手を左手の上に置くというハディースについてサフヌーンがイブン・カースィムが訊ねた際、イブン・カースィムがイマーム・マーリクの言葉を引用して「私はそのような義務としてなすべき慣習(つまりカブド)を知らない(つまり私はマディーナの人々がそのようなことをするのを見たことがない)が、立ち続けているなら必要以上の時間をかけて祈りを行うことも可能だ」と答えたのがこの慣習、つまり「サドル」が支配的な位置を占めている本当の理由である。胸の上で右手が左手の上に来るように手を組む(かハナフィー学派の場合はへそ下で)という一般的なスンナ派の慣習を実践しても祈りは無効にはならない。何故なら手を垂らしているのは「推奨される」行為だからである(ただし手を組むのはそうするのがスンナだとみなしている人々を除いてなされるべき祈りに対して攻撃的な行為だととられる)。
- 祈りの行程のうち立っているときおよび座っているときに平伏する場所を向いて下を見るよりもむしろ目線の高さでまっすぐ前を見ること(すなわち文字通り「顔を向ける」カバー)(この点に関して意見の不一致があり、多くのマーリク法学派のウラマーは平伏の場所の方を向くべきだと考えているが、少数派はどんな場合でもアッラーの前では謙遜し集中していなければいけないという観点から祈りの姿勢は妥協されるべきではないとしている。)
- なされるべき祈り(バスマラ、ファーティハの前に「慈悲深く慈悲あまねくアッラーの名のもとに、」と唱えること)においてファーティハの前にドゥアー（懇願）を口にしないこと
- タシャッフド (en)- (小指が太腿に付くように)右掌を前に右に傾け右人差し指を左右に動かす
- タスリーム (en)- 祈りの終わりに一度だけ「タスリーム」と言う(顔を右に向けている間「アッサラーム・アライクム」);他の学派では2度、右を向いて一度と左を向いてもう一度言うのが一般的である。
- クヌート(en)は朝の祈りでのみ唱えられる[4]。

## マーリク法学派の著名なウラマー
- マーリク・ブン・アナス (714年-796年)、スンナ派ウラマー
- サフヌーン (AH 160/776-7 - AH 240/854-5)、スンナ派ウラマーで、マーリク法学派の最も有名な法である「ムダッワナ」を作った。
- イブン・アビー・ザイド (310/922-386/996)、スンナ派ウラマーでマーリク法学派の標準的な作品「リサーラ」の著者
- ヤハヤー・アル=ライシ ( - 848年)、アンダルシアのウラマー、アンダルスにマーリク法学派を紹介した
- ユースフ・ブン・アブド・アル=バール (978–1071)アンダルスのウラマー
- ユースフ・ブン・タシュフィン (1061-1106)、ムラービト朝の著名な指導者のひとり
- ザーイド・ブン＝スルターン・アール＝ナヒヤーン、アラブ首長国連邦の初代大統領(1918 – 2004年11月2日)
- ムハンマド・ブン・ラーシド・アール・マクトゥーム、アラブ首長国連邦の首相でドバイの首長
- イブン・ルシュド(1126-1198)、哲学者でウラマー
- アル=クルトゥビー (1214-1273)
- ムハンマド1世イブン・ナスル、グラナダ王国の王(1237–1273)
- シハブ・アル=ディン・アル=カラフィ (1228–1285)、モロッコ出身エジプト在住の法学者・著述家
- ハリール・ブン・イスハーク・アル=ジュンディ (d. ca. 1365)、エジプトの法学者、『ムフタサル・ハリール』の著者
- イブン・バットゥータ (February 24, 1304-1377)、旅行家
- イブン・ハルドゥーン (1332/AH 732-1406/AH 808)、ウラマー、歴史家、『歴史序説』の著者
- ウスマン・ダン・フォディオ (1754-1817)、ソコト帝国の開祖
- オマル・ムフタール (1862–1931)、リビアの独立運動指導者
- アフマド・アル=アラウィー (1869–1934)、アルジェリアのスーフィーの指導者
- アブー・イスハーク・アル=シャーティビー (d. 1388)、アンダルスの有名なマーリク派法学者
- カーディー・アル＝イヤード
- ムハンマド・アル=シャンキーティー
- シャイク・アブドゥルカーディル・アル=スーフィー
- ティモシー・ウィンター
- ハムザ・ユースフ
- シャーマン・ジャクソン
- ハーリス・イルヤース・アル=マーリキー
- ムハンマド・アル=ハサン・ブン・アラウィー・アル・マーリキー(1944-2004)